# Liste der Bodendenkmäler in Ruderatshofen
Auf dieser Seite sind die Bodendenkmäler in der schwäbischen Gemeinde Ruderatshofen zusammengestellt. Diese Tabelle ist eine Teilliste der Liste der Bodendenkmäler in Bayern. Grundlage ist die Bayerische Denkmalliste, die auf Basis des Bayerischen Denkmalschutzgesetzes vom 1. Oktober 1973 erstmals erstellt wurde und seither durch das Bayerische Landesamt für Denkmalpflege geführt wird. Die folgenden Angaben ersetzen nicht die rechtsverbindliche Auskunft der Denkmalschutzbehörde.

## Bodendenkmäler der Gemeinde Ruderatshofen

### Bodendenkmäler in der Gemarkung Apfeltrang
| Lage                  | Objekt | Akten-Nr.     | Bild |
| --------------------- | --- | ------------- | ---- |
| Apfeltrang (Standort) | Grabhügel vorgeschichtlicher Zeitstellung. | D-7-8129-0026 |      |
| Apfeltrang (Standort) | Mittelalterlicher Burgstall. | D-7-8129-0028 |      |
| Apfeltrang (Standort) | Mittelalterliche und frühneuzeitliche Befunde im Bereich der Katholischen Pfarrkirche St. Michael in Apfeltrang. Siehe auch: St. Michael (Apfeltrang) | D-7-8129-0131 |      |

### Bodendenkmäler in der Gemarkung Ruderatshofen
| Lage                     | Objekt | Akten-Nr.     | Bild |
| ------------------------ | --- | ------------- | ---- |
| Ruderatshofen (Standort) | Grabhügel vorgeschichtlicher Zeitstellung. | D-7-8129-0032 |      |
| Ruderatshofen (Standort) | Grabhügel vorgeschichtlicher Zeitstellung. | D-7-8129-0033 |      |
| Ruderatshofen (Standort) | Abschnittsbefestigung vor- und frühgeschichtlicher Zeitstellung und bronzezeitlicher Brandopferplatz.                                                                                       | D-7-8129-0034 |      |
| Ruderatshofen (Standort) | Mittelalterlicher Burgstall. | D-7-8129-0035 |      |
| Ruderatshofen (Standort) | Körpergräber des frühen Mittelalters. | D-7-8129-0036 |      |
| Ruderatshofen (Standort) | Bestattungsplatz der römischen Kaiserzeit. | D-7-8129-0037 |      |
| Ruderatshofen (Standort) | Körpergräber vor- und frühgeschichtlicher Zeitstellung. | D-7-8129-0038 |      |
| Ruderatshofen (Standort) | Straße der römischen Kaiserzeit. | D-7-8129-0041 |      |
| Ruderatshofen (Standort) | Brandopferplatz vor- und frühgeschichtlicher Zeitstellung. | D-7-8129-0066 |      |
| Ruderatshofen (Standort) | Wallanlage vor- und frühgeschichtlicher Zeitstellung. | D-7-8129-0086 |      |
| Ruderatshofen (Standort) | Mittelalterliche und frühneuzeitliche Befunde im Bereich der Katholischen Kapelle St. Walburga in Ruderatshofen sowie Depotfunde des Mittelalters. Siehe auch: St. Walburga (Ruderatshofen) | D-7-8129-0127 |      |
| Ruderatshofen (Standort) | Mittelalterliche und frühneuzeitliche Befunde im Bereich der Katholischen Pfarrkirche St. Jakobus d. Ä. in Ruderatshofen und ihrer Vorgängerbauten. Siehe auch: St. Jakobus (Ruderatshofen) | D-7-8129-0129 |      |
| Ruderatshofen (Standort) | Mittelalterliche und frühneuzeitliche Befunde im Bereich der Katholischen Filialkirche St. Nikolaus in Immenhofen und ihrer Vorgängerbauten. Siehe auch: St. Nikolaus (Immenhofen)          | D-7-8129-0133 |      |